# Alor-Pantar-Makasai-Sprachen
Die Alor-Pantar-Makasai-Sprachen bilden eine Sprachfamilie der Papuasprachen. Sie werden auf den Kleinen Sundainseln Timor, Alor und Pantar gesprochen. Die am häufigsten gesprochene Sprache der Sprachfamilie ist Makasae mit mehr als 100.000 Sprechern.	

## Einordnung

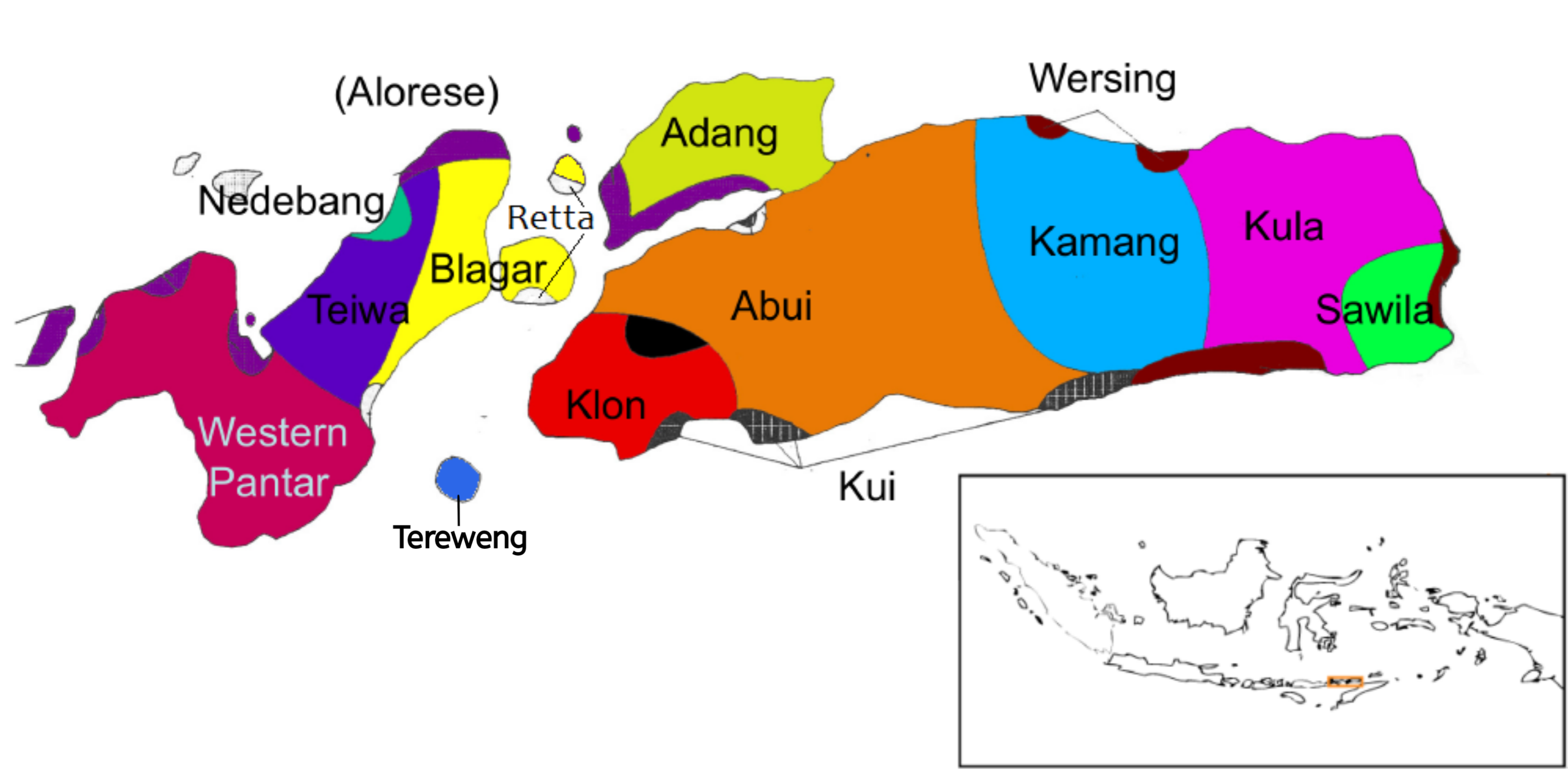
Alor-Pantar-Makasai-Sprachen auf Alor und Pantar

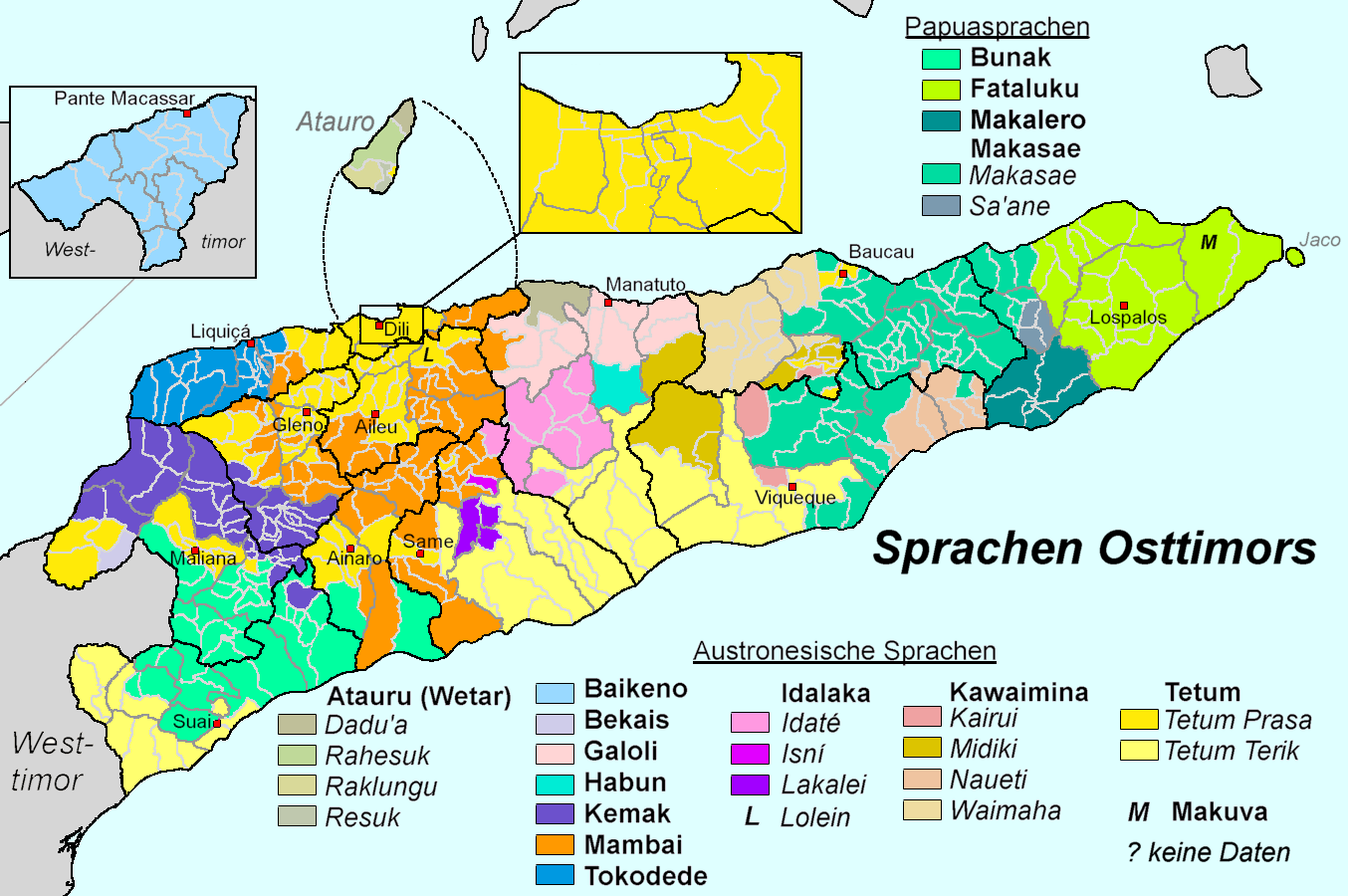
Sprachen Osttimors

Die Alor-Pantar-Makasai-Sprachen gehören zu den Timor-Alor-Pantar-Sprachen und damit zu den Trans-Neuguinea-Sprachen.
Zu den Alor-Pantar-Makasai-Sprachen gehören:
- Adabe: Osttimor
- Makalero: Süosttimor
- Makasae: Osttimor
- Westpantar (Lamma): Westliches Pantar
- Teiwa: Zentralpantar
- Blagar: Ostpantar und kleinere Inseln
- Nedebang: Nordostpantar
- Retta: auf den Inseln Pura und Ternate zwischen Alor und Pantar.
- Kaera:
- Tereweng:
- Klon: Westalor
- Kui: Südküste Alors
- Kafoa (Jafoo):
- Abui:
- Hamap:
- Kabola:
- Adang: Nordwestalor
- Kamang (Woisika): Zentralalor
- Kolona (Wersing): Küste Ostalors
- Kula: Ostalor
- Sawila: Südostalor